# Петер Лілієнталь
Петер Лілієнталь (нім. Peter Lilienthal, 27 листопада 1929, Берлін — 28 квітня 2023, Мюнхен) — німецький кінорежисер, сценарист, актор і кінопродюсер, один з представників нового німецького кіно 1960—1970-х років.

## Життєпис
Петер Лілієнталь народився у сім'ї театральних художників, що у 1939 році емігрувала до Уругваю. Закінчив гімназію, а потім університет в Монтевідео, де займався в студентському кіноклубі, почав знімати короткометражні фільми. У 1961 поступив до Берлінського художнього університету, у 1959 році зняв перший власний фільм (документальний). Працював на радіо. Знявся у фільмі Віма Вендерса Американський друг (1977). Працював в документальному і ігровому кіно, на телебаченні, перша ігрова стрічка — історичний телевізійний фільм про італійського анархіста початку XX ст. Ерріко Малатесте (1969). Багато фільмів Лілієнталя зроблено поза Німеччиною, не в Німеччині (зокрема в Латинській Америці) розвиваються і сюжети цих фільмів («В країні все спокійно», 1976; «Повстання», 1980 та ін.). Нерідко він звертався до творів латиноамериканських письменників.

## Обрана фільмографія
Режисер
- 1966 — Прощання / Abschied, телефільм
- 1971 — Якоб фон Гунтен / Jakob von Gunten, телефільм
- 1976 — В країні все спокійно / Es herrscht Ruhe im Land
- 1979 — Давид / David
- 1980 — Повстання / La insurrección
- 1982 — Дорогий містер Вандерфул / Dear Mr. Wonderful
- 1984 — Автограф / Das Autogramm
- 1992 — Дон Жуан або Покараний розпусник / Don Giovanni oder Der bestrafte Wüstling, телефільм

Актор
- 1970 — Місце злочину, телесеріал / Tatort — Карлос
- 1977 — Американський друг / Der amerikanische Freund — Марканджело
- 1979 — Міло-Міло / Milo-Milo
- 1992 — Друга батьківщина: Хроніка мололодости / Die Zweite Heimat — Chronik einer Jugend
- 2002 — Старбак Хольгер Майнс / Starbuck Holger Meins

## Педагогічна діяльність
Викладав в Кельнській художній школі аудіовізуальних комунікацій, в Німецькій академії кіно і телебачення (Берлін).

## Визнання
Золотий ведмідь та ще дві премії Берлінського МКФ (1979) за фільм про Голокост «Давид», та інші нагороди.